# NGC 5262
NGC 5262 este o galaxie lenticulară situată în constelația Ursa Mică. A fost descoperită în 5 mai 1831 de către John Herschel.